# Rue du Bac (film)
Rue du Bac je francouzský hraný film z roku 1991, který režíroval Gabriel Aghion. Snímek měl světovou premiéru 20. března 1991.

## Děj
Simon chce pomoci svému bratranci Raphaelovi, který se chce stát spisovatelem.

## Obsazení
| Geneviève Bujold  | nakladatelka Marie            |
| Frédéric Constant | Raphaël, Simonův bratranec    |
| Yves Dangerfield  | Simon                         |
| Françoise Brion   | Alice, jeho matka             |
| Edith Scob        | Judith, Raphaëlova matka      |
| Farida Rahouadj   | Zohra                         |
| Facundo Bo        | Martial Rey                   |
| Céline Samie      | Olga, Raphaëlova přítelkyně   |
| Dumitru Furdui    | Janos, Raphaëlův otec         |
| Marucha Bo        | sekretářka Anna               |
| René Ripert       | milenec Alice                 |
| Sophie Meriem     | Lucie                         |
| Susannah Kenton   | Nathalie, Simonova přítelkyně |
| Svéva Aghion      | matka Marie                   |
| Dolly Bell        | Martialova žena               |